# Jakob Kraus
Jakob Kraus (Groningen, 14 oktober 1861 – Den Haag, 24 augustus 1951) was een Nederlands waterbouwkundige, hoogleraar en minister van - in hoofdzaak - Waterstaat.

## Levensloop

### Opleiding en vroege carrière
Na de HBS in Groningen ging Kraus studeren aan de toenmalige Polytechnische School te Delft, waar hij in 1883 afstudeerde als civiel ingenieur.
Na zijn afstuderen begon Kraus als ingenieur bij de Staatsspoorwegen, waar hij meewerkte aan de aanleg van de spoorlijn tussen Groningen en Delfzijl. Daarna werkte hij aan de technische inrichting van het krankzinnigengesticht in Medemblik, waarvoor hij de stoomverwarming, de oliegasfabriek en de waterleiding ontwierp. Verder werkte hij mee aan de aanleg van het Kanaal Almelo-Nordhorn.

### Hoogleraar en adviseur

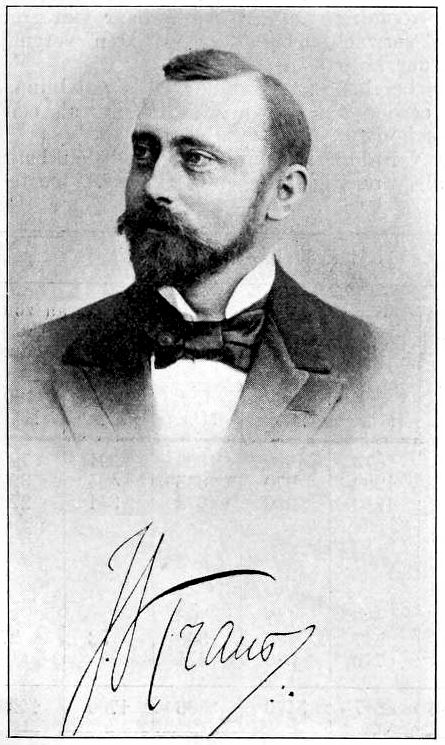
Jakob Kraus, 1900

In 1886 begon hij bij de Polytechnische School als assistent voor de weg- en waterbouwkunde op de afdeling van Nicolaas Hubertus Henket en Jean Marie Telders. Studenten waren heel enthousiast over hem. Kraus werd actief bij het Koninklijk Instituut van Ingenieurs, en werd hoofdredacteur van De Ingenieur. Kraus startte ook een particulier ingenieursbureau op, maar vertrok daarop naar Chili.
In 1890 was hij aangesteld als hoogleraar in de waterbouwkunde aan de Universiteit van Santiago. Als waterbouwkundige ontwierp Kraus waterwerken in Chili en Peru en adviseerde over de haven in Curaçao. Zijn belangrijkste werk in die periode is de aanleg van een droogdok bij Talcahuano. De Franse aannemers Dussaud & Chambon kregen van de Chileense regering gedaan dat Kraus tijdelijk werd afgestaan aan deze aannemers voor de bouw van het aan te leggen droogdok. Van tijdelijk, werd hij blijvend hoofdingenieur van deze bouwonderneming. Terug in Nederland in 1898 werd hij hoogleraar waterbouwkunde aan de Polytechnische School te Delft. Begin 1900 kreeg hij de opdracht om de opleiding te reorganiseren als voorbereiding op de wet van 22 mei 1905 op het hoger onderwijs, waarbij de school de status van universitaire opleiding kon krijgen. Het academisch niveau van de opleiding werd daarmee erkend, en de Hoogeschool kreeg de status van Universiteit. Ook het promotierecht werd daarmee ingevoerd. In 1905 werd de Polytechnische School dan ook de Technische Hogeschool, en Kraus de eerste rector magnificus.
Op 27 januari 1910 vertrok hij samen met G.J. de Jongh in opdracht van de minister van Koloniën voor bijna een half jaar naar het toenmalige Nederlands-Indië om advies uit te brengen over de verbetering van de havens van Soerabaja, Makassar en Tandjong Priok.

### Politiek
Kraus was van 1908 tot 1911 lid van de Provinciale Staten van Zuid-Holland en van 1911 tot 1922 lid van de Eerste Kamer. Ook was  hij in deze periode lid van Provinciale Staten van Zuid-Holland. Voor het kabinet-De Meester was hij door de formateur gevraagd voor het ministerschap van van Waterstaat voor de Liberale Unie, wat hij van 1905 tot 1908 vervulde. Maar vanwege een reis naar Chili voor advies aan de Chileense regering die hij al enige tijd daarvoor toegezegd had, kon hij in 1906 enige tijd niet functioneren als minister. Deze reis werd om die reden sterk bekritiseerd. HIj gebruikte zijn tijd aan boord voor het bestuderen van spoorwegkwesties en het Zuiderzeevraagstuk. Terug in Nederland kwam hij voor de dag met een wetsontwerp met betrekking tot de Zuiderzee, dat echter niet in behandeling werd genomen. 
Als gevolg van zijn ministerschap stopte hij als rector magnificus aan de Technische Hogeschool.

## Personalia
In 1886 trouwde Jakob Kraus met Frederika Magdalena Uithof. Hij is begraven op de begraafplaats Jaffa in Delft.

## Onderscheidingen
In 1906 werd hij door de TH Delft gepromoveerd tot Doctor Honoris Causa. Hij was daarmee de eerste eredoctor van de TU Delft.
Hij was commandeur in de Orde van de Nederlandse Leeuw, commandeur in de Orde van Oranje Nassau en Groot-Officier in de Orde „Al Merito" van Chili.
In 2017 werd prof. dr. ir. Kraus geselecteerd voor de Alumni Walk of Fame ter gelegenheid van het 175-jarig bestaan van de TU Delft. Kraus kreeg dit eerbetoon omwille van zijn uitzonderlijke loopbaan en zijn benoeming als eerste rector magnificus van de Technische Hogeschool.
- Biografisch Portaal: 11258096
- Digitale Bibliotheek voor de Nederlandse Letteren: krau008
- Gemeinsame Normdatei: 1213850088
- International Standard Name Identifier: 0000 0003 9152 5322
- Nederlandse Thesaurus van Auteursnamen: 136559700
- Parlement.com: vg09ll2j68zh
- Système universitaire de documentation: 231465661
- Virtual International Authority File: 285387773
- WorldCat: E39PBJdcxfVDY3fJbJbHWvPPcP